# Club Atlético Osasuna
Il Club Atlético Osasuna, meglio noto come Osasuna, è una società calcistica spagnola con sede nella città di Pamplona, nella regione della Navarra. Milita nella Primera División, la massima serie del campionato di calcio spagnolo.
Fondato nel 1920, ha come colori sociali il rosso per la maglia e il blu scuro per i pantaloncini. I suoi calciatori sono detti Los Rojillos. Gioca le partite di casa allo stadio El Sadar, che può contenere 23.576 spettatori.

## Storia

### Fondazione ed esordi
La fondazione dell'Osasuna risale al 1920. Ci sono dubbi sulla data esatta, ma le cronache dell'epoca si riferiscono a un mercoledì di novembre. Il club nacque dall'unione di due squadre di Pamplona, il New Club e la Sociedad Sportiva. Le trattative per la fusione procedettero a lungo, non senza difficoltà, fino alla riunione definitiva che si tenne al Café Kutz, con la partecipazione di rappresentanti di entrambe le squadre.
Per volontà del socio Benjamín Andoian Martínez, la nuova compagine prese il nome di Osasuna, parola che in lingua basca significa "forza", "salute", "vigore".
Il club giocò la prima partita contro una squadra di militari. La formazione era composta da Joaquín Rasero, Eduardo Aizpún, Urriza, Felipe Esparza, Néstor Aldabe, Txomin Meaurio, Víctor Idoate, Félix Azagra, Gaspar Moreno, Gorraiz e Francisco Altadill.
Inizialmente tutte le partite disputate furono amichevoli, che però attirarono un numero sempre crescente di spettatori. Così, nel 1922, fu inaugurato il campo di San Juan. La partita inaugurale fu giocata contro l'Arenas Club de Getxo.
Nel 1924 il club ingaggiò il primo allenatore straniero della sua storia, il tedesco Walter Gerbart. Il 19 aprile dello stesso anno, l'Osasuna disputò un'amichevole internazionale ospitando gli argentini del Boca Juniors, protagonisti di una tournée in Europa.
Nel 1926, il centrocampista Seve Goiburu fu il primo giocatore dell'Osasuna a debuttare con la nazionale spagnola.
Nella stagione 1928-1929 la federazione calcistica spagnola organizzò un campionato suddiviso in tre categorie: Primera, Segunda e Tercera. L'Osasuna fu inserito in Tercera División. Concluse la sua prima stagione al terzo posto.
Nella stagione 1931-32, con Martín José Muguiro in panchina, la squadra ottenne la promozione in Segunda División. Dopo il campionato, affrontò ai playoff per la promozione il Club Deportivo Nacional de Madrid e il Sabadell.

### Prima promozione inPrimera(1935) ed anni bellici

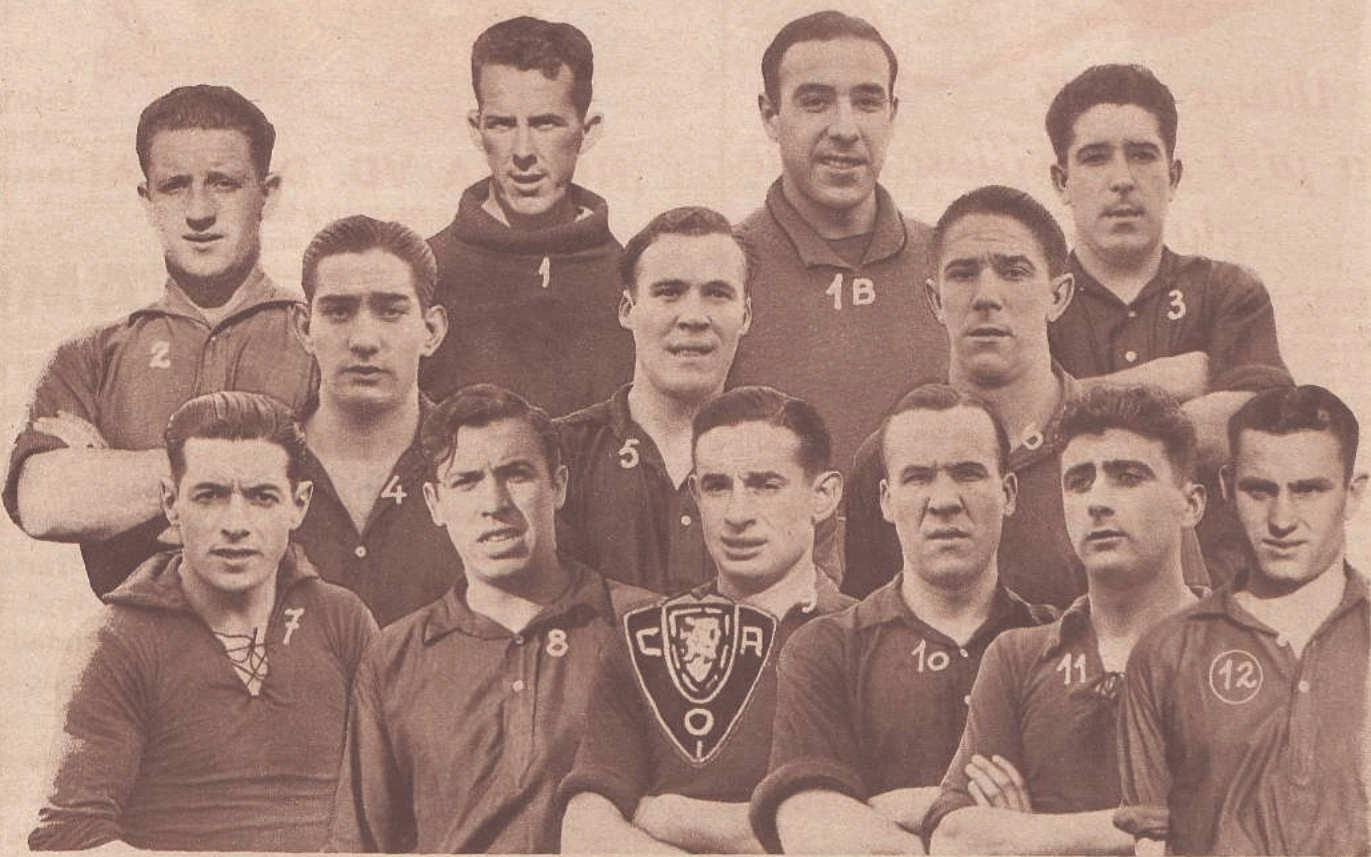
La squadra dell'Osasuna nella stagione 1935-36, la prima in Primera División per il club

L'Osasuna consolidò la sua posizione nella seconda serie, arrivando a conquistare le semifinali di Coppa di Spagna (allora Coppa della Repubblica) nel 1935 e 1936. Nella stagione 1934-35 arrivò la prima storica promozione in Primera División. Il debutto in massima serie fu tuttavia amaro: il club navarro arrivò all'ultimo posto in classifica e fu subito nuovamente retrocesso.
Dal 1936 al 1939 il campionato fu interrotto a causa della Guerra civile spagnola. Alla ripresa delle attività calcistiche, l'Osasuna ripartì dalla Segunda División. In massima serie, il Real Oviedo aveva rinunciato a partecipare a causa dei danni subiti dallo stadio durante il conflitto. Le due squadre retrocesse nel 1936, Osasuna e Atlético Madrid, si sfidarono per decidere chi dovesse prendere quel posto in massima serie, e vinsero i madrileni (3-1).
Nella stagione 1943-44 la squadra retrocesse in Tercera División dopo 9 stagioni trascorse tra la prima e la seconda serie. Si aprì così un periodo difficile dal punto di vista sia sportivo, sia economico per la società, che tornò in Segunda División solo nel 1949: qualificatasi al primo posto nel suo girone, venne eliminata ai playoff per la promozione ma fu ripescata in Segunda in seguito alla decisione della federazione di ampliare il numero di squadre del campionato.

### Ritorno in massima serie (1953-1962)
Nella stagione 1952-53 l'Osasuna ottenne la promozione in Primera División per la seconda volta nella sua storia, 18 anni dopo l'ultima volta. Anche la nuova esperienza si rivelò di breve durata: la squadra infatti retrocesse dopo un solo anno, con Tomás Arnanz in panchina.
Due stagioni dopo, l'allenatore Baltasar Albéniz condusse il club al ritorno in massima serie vincendo il campionato. La nuova esperienza (la terza) in Primera fu questa volta più positiva, con la compagine navarra che riuscì a mantenere la categoria quattro stagioni di fila, arrivando addirittura al quinto posto finale nella stagione 1957-58.
Nel 1959-60, dopo una stagione in cui si alternarono tre allenatori, l'Osasuna concluse in ultima posizione e retrocesse in Segunda División. Tornò in massima serie dopo un solo anno, vincendo il campionato cadetto. In questo periodo i giocatori Ignacio Zoco e Félix Ruiz furono venduti al Real Madrid per la cifra al tempo record di sei milioni di pesetas.

### Ritorno nelle serie inferiori e lenta risalita (1964-1979)
Il club rossoblù subì una nuova retrocessione nel 1962-1963, inaugurando un periodo difficile che vide la squadra salire e scendere più volte di categoria.
Il 2 settembre 1967 venne inaugurato il nuovo stadio El Sadar, un impianto all'avanguardia per l'epoca, con una capacità di 25.000 spettatori. Proprio la stagione di esordio del nuovo impianto sportivo vide il club in Tercera División dopo quasi vent'anni dall'ultima apparizione nella categoria.
Nuovamente promosso l'anno seguente, tornò in Tercera nel 1970, alternando una serie di alti e bassi che porteranno il team a vincere il campionato di terza serie per ben tre volte fra il 1972 ed il 1977.

### Consolidamento nella Liga ed esordio in Europa (1980-1993)
L'Osasuna si riaffacciò nuovamente in Primera División solo nel 1980, a venti anni dall'ultima apparizione nella massima categoria del calcio spagnolo. La stagione di esordio 1980-1981 vide la squadra concludere il campionato con un soddisfacente undicesimo posto. Nel 1983 furono inaugurate le Instalaciones de Tajonar, strutture di allenamento dedicate alle giovanili, per sviluppare il potenziale dei giovani calciatori del club.
La stagione 1984-1985, la quinta consecutiva in Primera, fu particolarmente soddisfacente per la compagine navarra, che concluse il campionato al sesto posto, qualificandosi per la prima volta alla Coppa UEFA. Il debutto europeo avvenne contro gli scozzesi del Rangers; i rossoblù passarono il primo turno perdendo 1-0 a Glasgow e ribaltando il risultato in casa grazie a una vittoria per 2-0. Il primo gol internazionale dell'Osasuna fu segnato da Patxi Rípodas. Il percorso nella competizione terminò al turno successivo, con l'eliminazione patita per mano dei belgi del Waregem.
Nel 1987 furono ingrandite le strutture di allenamento del Tajonar e nel 1990 fu inaugurata la tribuna de Preferencia Alta dello stadio El Sadar, che aumentò la capienza di 4 000 posti.
Un nuovo record venne stabilito nella stagione 1990-1991, con il raggiungimento di uno storico quarto posto in campionato (a tutt'oggi la posizione più alta raggiunta dalla squadra). Qualificatasi alla Coppa UEFA dell'anno successivo, la compagine navarra guidata da Pedro María Zabalza venne eliminata agli ottavi di finale dagli olandesi dell'Ajax, che avrebbero poi vinto il trofeo.

### Secondo ciclo in Primera e record europei (1994-2013)
Nel 1993-1994 l'Osasuna concluse il campionato all'ultimo posto e retrocesse in Segunda División dopo ben quattordici anni consecutivi nella prima serie. La discesa in seconda divisione inaugurò un periodo di transizione per la squadra, che ritrovò la massima categoria solo al termine del campionato 1999-2000, concluso al secondo posto. L'arrivo in panchina del messicano Javier Aguirre portò il club a salvarsi regolarmente in massima serie all'inizio degli anni 2000.

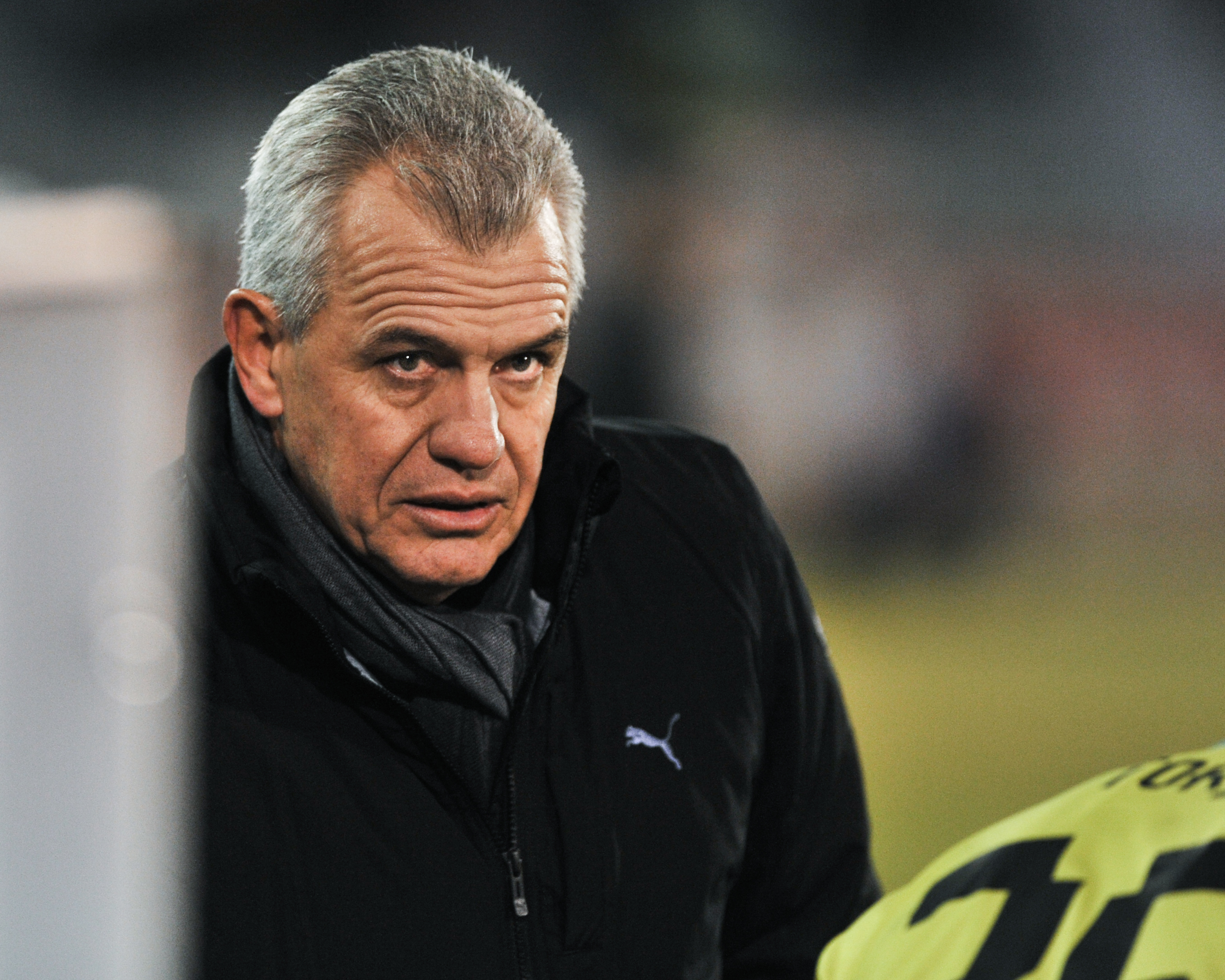
Javier Aguirre, allenatore dell'Osasuna dal 2002 al 2006

Dopo aver raggiunto le semifinali nell'edizione 2002-2003, nella stagione 2004-2005 il club raggiunse per la prima volta la finale di Coppa di Spagna, persa per 2-1 ai tempi supplementari contro il Real Betis nella finale disputatasi allo stadio Vicente Calderón di Madrid. Nonostante il quindicesimo posto in campionato (che valse comunque la quinta salvezza consecutiva), la qualificazione del Betis alla UEFA Champions League dell'anno seguente aprì ai rossoblù l'accesso ai preliminari di Coppa UEFA.
La stagione 2005-2006 vide l'Osasuna, allenato da Javier Aguirre, impegnato in Coppa UEFA per la terza volta nella sua storia. I navarri furono eliminati al primo turno dai francesi del Rennes, ma in campionato furono protagonisti di una stagione molto positiva, che terminarono al quarto posto, uguagliando il record stabilito nel 1990-1991. Il piazzamento consentì all'Osasuna di qualificarsi per la prima volta ai preliminari della UEFA Champions League.
Al terzo turno preliminare della UEFA Champions League 2006-2007 l'Osasuna, alla cui guida tecnica era subentrato José Ángel Ziganda, fu abbinato all'Amburgo. Dopo aver pareggiato per 0-0 in Germania, tedeschi superarono il turno grazie alla regola dei gol fuori casa, pareggiando per 1-1. Retrocessa in Coppa UEFA, la compagine navarra chiuse al secondo posto il proprio girone alle spalle del Parma. Nella fase a eliminazione diretta eliminò in serie il Bordeaux, il Rangers, e il Bayer Leverkusen. La semifinale vide la squadra opporsi ai connazionali del Siviglia, detentori del trofeo; i rossoblù si aggiudicarono la gara di andata per 1-0, ma persero per 0-2 al ritorno in trasferta, vedendo sfumare il sogno della finale.

### Caduta e risalita (dal 2014)
Dopo alcune stagioni coronate da tranquille salvezze, nel 2013-2014, avendo concluso il campionato in diciottesima posizione, la squadra retrocesse, tornando in Segunda División dopo quattordici stagioni consecutive trascorse nella massima serie.
Nella stagione successiva il club di Pamplona si piazzò diciottesimo in seconda serie, rischiando financo la retrocessione in Segunda División B, evitata per un solo punto. Nel 2015-2016 la squadra si piazzò al sesto posto in classifica, l'ultimo disponibile per accedere ai play-off per la promozione in Primera. Ai play-off eliminò il Gimnàstic de Tarragona e il Girona, ritornando così in Primera División.

Le formazioni di e Osasuna nella finale di Coppa del Re 2022-2023

La nuova esperienza nella massima serie fu, tuttavia, breve: nel 2016-2017 il club retrocesse a tre giornate dalla fine del torneo. Al deludente ottavo posto nel campionato cadetto del 2017-2018 fece seguito una nuova promozione in massima serie, ottenuta vincendo il campionato di seconda divisione (evento che non accadeva da 58 anni) con tre giornate di anticipo. La stagione 2019-2020 fu conclusa al decimo posto in campionato, a quattro punti dalla zona Europa League; prestigiosa fu la vittoria ottenuta al Camp Nou per 2-1 alla 37ª giornata di campionato, risultato che costrinse il Barcellona ad abbandonare definitivamente le velleità di vittoria del titolo. I piazzamenti a metà classifica furono replicati nelle annate seguenti.
Nella Coppa del Re 2022-2023 l'Osasuna raggiunse dopo diciotto anni la finale, dove fu sconfitto dal Real Madrid per 2-1 allo stadio de la Cartuja di Siviglia; nella stessa annata il club riuscì a qualificarsi alla Conference League tramite il settimo posto in campionato. Il 4 luglio la UEFA ha escluso l'Osasuna dalle competizioni europee per un caso relativo ad alcune partite truccate risalenti al 2014, revocando poi la squalifica tre settimane più tardi. Nel turno di playoff il club di Pamplona mancò la qualificazione alla fase ai gironi perdendo la doppia sfida con il Club Brugge. In campionato invece la stagione venne conclusa all'undicesimo posto.

## Colori e simboli

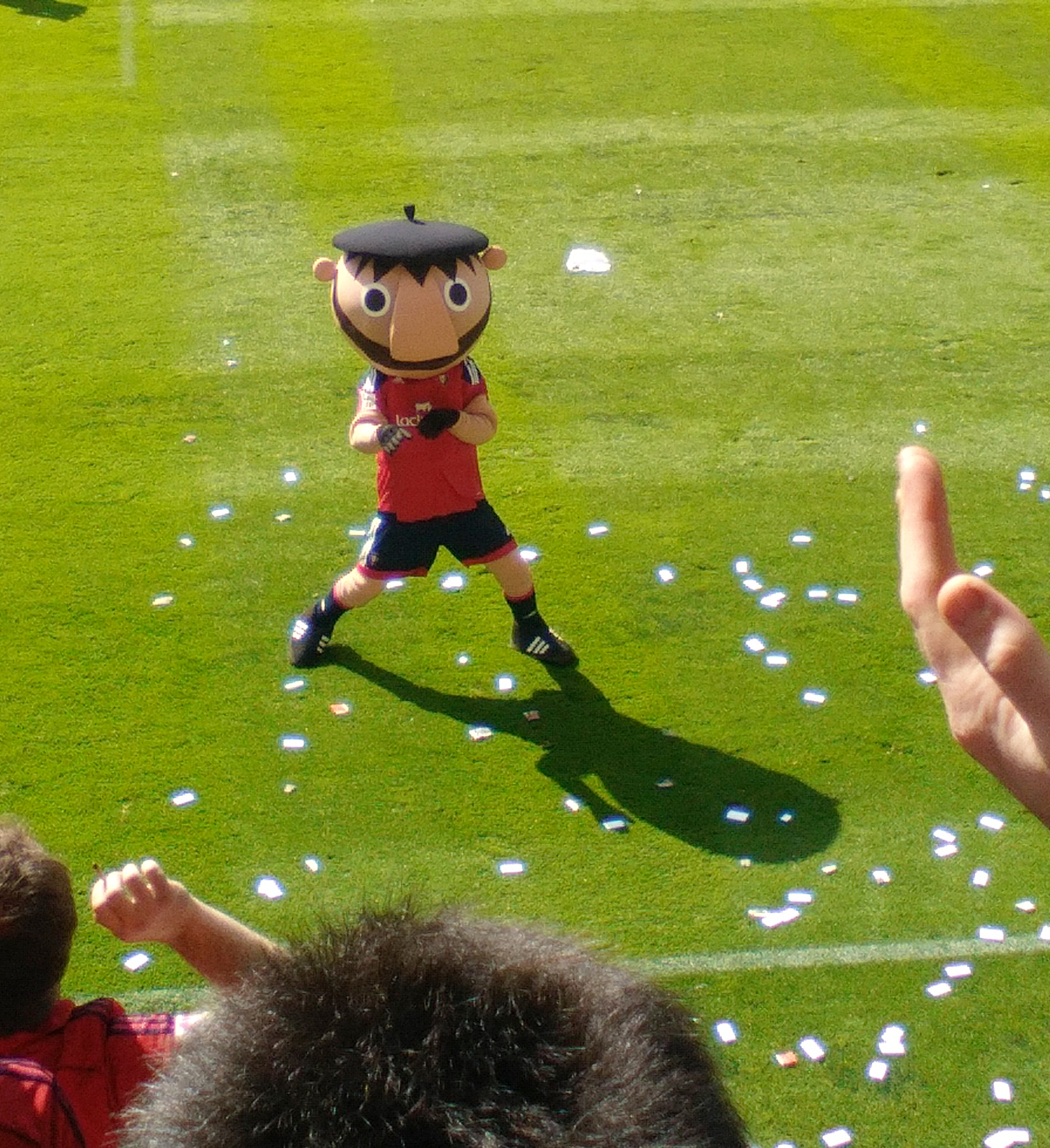
Rojillo, la mascotte del club

### Colori
La squadra è tradizionalmente rappresentata da una uniforme di colore rosso, abbinata a pantaloncini blu.

### Simboli ufficiali

#### Stemma
Lo stemma della squadra si ricollega a quello della città di Pamplona: sono in esso presenti infatti tanto i colori che su di esso compaiono (rosso e blu) quanto il leone raffigurati nell'emblema cittadino. Si nota inoltre una raffigurazione stilizzata delle catene d'oro, simbolo del Regno di Navarra. A sormontare lo stemma, la stessa corona ducale presente in quello della città (nonostante il club non vanti il titolo di Real).
In occasione del centenario dalla fondazione, nel 2019 il club ha annunciato l'introduzione di un nuovo stemma celebrativo della ricorrenza.

## Strutture

### Stadio
Dal 1967 la squadra disputa le proprie partite casalinghe nello stadio El Sadar (17.286 spettatori).

## Società

### Settore giovanile
L'Osasuna possiede una propria squadra giovanile, denominata Osasuna B, attualmente militante in Segunda División B, la terza serie del calcio spagnolo.

## Allenatori e presidenti
Di seguito sono riportati gli allenatori del club:
- 1950-1952  Cuqui Bienzobas
- 1953-1954  Tomás Arnaz
- 1955-1957  Baltasar Albéniz
- 1957-1959  Sabino Barinaga
- 1961-1962  Miguel Gual Agustina
- 1962-1963  Enrique Orizaola
- 1963-1964  Baltasar Albéniz (lug.-dic.)
 Miguel Gual Agustina (gen.-giu.)
- 1964-1965  Miguel Gual Agustina
- 1969-1970  Juan Ochoa
- 1970-1971  Baltasar Albéniz
- 1972-1973  Manuel Fernández Mora
- 1976-1977  Pachín
- 1977-1979  Francisco Javier García-Verdugo
- 1979-1983  Pepe Alzate
- 1983-1986  Ivan Brzić
- 1986-1987  Ivan Brzić (lug.-nov.)
 Pedro María Zabalza (ott.-giu.)
- 1987-1993  Pedro María Zabalza
- 1993-1994  Pedro María Zabalza (lug.-dic.)
 Enrique Martín Monreal (dic.-giu.)
- 1994-1995  José Francisco Rojo
- 1995-1996  Paquito García
- 1996-1997  Rafa Benítez (lug.-nov.)
 Pedro María Zabalza (ott.-mar.)
 Miguel Ángel Sola (mar.-mag.)
 Enrique Martín Monreal (mag.-giu.)
- 1999-2002  Miguel Ángel Lotina
- 2002-2006  Javier Aguirre
- 2006-2008  José Ángel Ziganda
- 2008-2009  José Ángel Ziganda (lug.-ott.)
 José Antonio Camacho (ott.-giu.)
- 2009-2010  José Antonio Camacho
- 2010-2011  José Antonio Camacho (lug.-feb.)
 José Luis Mendilibar (feb.-giu.)
- 2011-2013  José Luis Mendilibar
- 2013-2014  José Luis Mendilibar (lug.-set.)
 Javi Gracia (set.-giu.)
- 2014-2015  Jan Urban (lug.-feb.)
 Mateo (mar.-mag.)
 Enrique Martín Monreal (mag.-giu.)
- 2015-2016  Enrique Martín Monreal
- 2016-2017  Enrique Martín Monreal (lug.-nov.)
 Joaquín Caparrós (nov.-gen.)
 Petar Vasiljević (gen.-giu.)
- 2017-2018  Diego Martínez Penas
- 2018-2024  Jagoba Arrasate
- 2024-2025  Vicente Moreno
- 2025-  Alessio Lisci

## Palmarès

### Competizioni nazionali
- Segunda División: 5

1934-1935 (gruppo II), 1952-1953 (gruppo I), 1955-1956 (gruppo I), 1960-1961 (gruppo I), 2018-2019
- Tercera División: 7

1931-1932, 1947-1948, 1948-1949, 1968-1969, 1971-1972, 1974-1975, 1976-1977

### Competizioni giovanili
- División de Honor Juvenil de Fútbol: 1

2000-2001

### Altri piazzamenti
- Coppa di Spagna:

Finalista: 2004-2005, 2022-2023
Semifinalista: 1935, 1936, 1987-1988, 2002-2003
- Supercoppa di Spagna:

Semifinalista: 2024
- Segunda División:

Secondo posto: 1939-1940 (gruppo II), 1999-2000
Terzo posto: 1979-1980
Vittoria play-off: 2015-2016
- Tercera División:

Secondo posto: 1944-1945, 1946-1947
Terzo posto: 1930-1931
- Copa Presidente FEF:

Secondo posto: 1940
- Coppa UEFA:

Semifinalista: 2006-2007

## Partecipazione ai campionati e ai tornei internazionali

### Campionati nazionali
Il miglior piazzamento nella Liga è il quarto posto, ottenuto nelle annate 1990-91 e 2005-06. 
Dalla stagione 1929-1930 alla 2025-2026 il club ha ottenuto le seguenti partecipazioni ai campionati nazionali:
| Livello | Categoria        | Partecipazioni | Debutto   | Ultima stagione | Totale |
| ------- | ---------------- | -------------- | --------- | --------------- | ------ |
| 1º      | Primera División | 44             | 1935-1936 | 2025-2026       | 44     |
| 2º      | Segunda División | 37             | 1934-1935 | 2018-2019       | 37     |
| 3º      | Tercera División | 13             | 1928-1929 | 1976-1977       | 13     |

### Tornei internazionali
Il miglior risultato raggiunto nei tornei internazionali è la semifinale raggiunta nella Coppa UEFA 2006-2007; risale a questa stagione l'unica partecipazione alla Champions League, che si è conclusa al terzo turno preliminare.
Alla stagione 2024-2025 il club ha ottenuto le seguenti partecipazioni ai tornei internazionali:
| Categoria                     | Partecipazioni | Debutto   | Ultima stagione |
| ----------------------------- | -------------- | --------- | --------------- |
| Champions League              | 1              | 2006-2007 | 2006-2007       |
| Coppa UEFA/UEFA Europa League | 4              | 1985-1986 | 2006-2007       |
| UEFA Europa Conference League | 1              | 2023-2024 | 2023-2024       |

### Statistiche nelle competizioni UEFA
Tabella aggiornata alla fine della stagione 2024-2025.
| Competizione                  | Partecipazioni | G  | V  | N | P | RF | RS |
| ----------------------------- | -------------- | -- | -- | - | - | -- | -- |
| UEFA Champions League         | 1              | 2  | 0  | 2 | 0 | 1  | 1  |
| Coppa UEFA/UEFA Europa League | 4              | 26 | 11 | 7 | 8 | 30 | 22 |
| UEFA Europa Conference League | 1              | 2  | 0  | 1 | 1 | 3  | 4  |

## Tifoseria

### Gemellaggi e rivalità
Nonostante una parte della sua tifoseria si dichiari indipendentista, è presente una rivalità fra l'Osasuna e l'Athletic Bilbao, causata dalla vicinanza geografica fra le due città. Tradizionalmente molto sentite dalla tifoseria rosso-blu sono anche le partite contro il Real Madrid ed il Real Saragozza (gli scontri con quest'ultima squadra sono talvolta nominati Derby navarro-aragonese).

## Organico

### Rosa 2025-2026
Aggiornata al 19 agosto 2025.
| N. |                   | Ruolo | Calciatore     |
| -- | ----------------- | ----- | -------------- |
| 1  | Spagna (bandiera) | P     | Sergio Herrera |
| 2  | Spagna (bandiera) | A     | Iker Benito    |
| 3  | Spagna (bandiera) | D     | Juan Cruz      |
| 5  | Spagna (bandiera) | D     | Jorge Herrando |
| 6  | Spagna (bandiera) | C     | Lucas Torró    |
| 7  | Spagna (bandiera) | C     | Jon Moncayola  |
| 8  | Spagna (bandiera) | C     | Iker Muñoz     |
| 9  | Spagna (bandiera) | A     | Raúl García    |
| 10 | Spagna (bandiera) | C     | Aimar Oroz     |
| 11 | Spagna (bandiera) | A     | Kike Barja     |

| N. |                    | Ruolo | Calciatore       |
| -- | ------------------ | ----- | ---------------- |
| 13 | Spagna (bandiera)  | P     | Aitor Fernández  |
| 14 | Spagna (bandiera)  | A     | Rubén García     |
| 16 | Spagna (bandiera)  | A     | Moi Gómez        |
| 17 | Croazia (bandiera) | A     | Ante Budimir     |
| 19 | Francia (bandiera) | D     | Valentin Rosier  |
| 21 | Spagna (bandiera)  | A     | Víctor Muñoz     |
| 22 | Camerun (bandiera) | D     | Flavien Boyomo   |
| 23 | Spagna (bandiera)  | D     | Abel Bretones    |
| 24 | Spagna (bandiera)  | D     | Alejandro Catena |
|    | Spagna (bandiera)  | A     | Ander Yoldi      |